# Asemum glabrellum
Asemum glabrellum é uma espécie de cerambicídeo da tribo Asemini (Spondylidinae), com distribuição na Guatemala, Honduras e México.